# John F. Kennedylaan (Eindhoven)
De John F. Kennedylaan, of kortweg Kennedylaan, is een weg in de Nederlandse stad Eindhoven. De weg is vernoemd naar de Amerikaanse president John F. Kennedy.
De weg is ongeveer 7 kilometer lang en loopt vanaf het Kennedyplein/Station Eindhoven Centraal in het centrum in noordelijke richting tot Son en Breugel. Aan het zuidelijke uiteinde staat het kunstwerk Flying Pins; de kunstenaars hebben de Kennedylaan als bowlingbaan gezien. Vanaf de Ring heeft de weg geen verkeerslichten meer en is daarmee bijzonder in Eindhoven, dat naast Lichtstad ook wel Stoplichtstad wordt genoemd. De weg is een stadsautoweg en heeft gescheiden rijbanen met een brede middenberm met bosschages en ongelijkvloerse kruisingen met op en afritten.
De weg loopt volledig in het stadsdeel Woensel. Het is samen met de Boschdijk een van de twee ontsluitingswegen van Eindhoven vanaf het centrum in noordelijke richting, waar de Kennedylaan aansluit op de snelweg . De John F. Kennedylaan is onderdeel van de voormalige  .
In de zomer is het gedeelte van de Kennedylaan tussen het Kennedyplein en de Ring vaak afgesloten en in gebruik als locatie voor Park Hilaria.
18 Septemberplein ·
Berenkuil ·
Boschdijk ·
Demer ·
Dommelstraat ·
Emmasingel ·
John F. Kennedylaan ·
Keizersgracht ·
Markt ·
Mathildelaan ·
Oude Stadsgracht ·
Stationsplein ·
Stratumsedijk ·
Stratumseind ·
Vestdijk ·
Wal ·
Wilhelminaplein